# ۱۴۳۴ (قمری)
۱۴۳۴ قمری، هزار و چهارصد و سی‌ و چهارمین سال در گاه‌شماری هجری قمری قراردادی سالی کبیسه است.

اول محرم این سال روز پنجشنبه: (۲۵ آبان ۱۳۹۱ هجری خورشیدی) برابر با پانزدهم نوامبر سال ۲۰۱۲ میلادی است.